# Sierra Leone na Letnich Igrzyskach Olimpijskich 1996
Sierra Leone na Letnich Igrzyskach Olimpijskich 1996 w Atlancie reprezentowało 14 zawodników: 10 mężczyzn i 4 kobiety. Najmłodszym olimpijczykiem była biegaczka Sia Kamanor (17 lat 258 dni), a najstarszym – Sanusi Turay (28 lat 111 dni), również biegacz.
Był to szósty start reprezentacji Sierra Leone na letnich igrzyskach olimpijskich.

## Boks
Mężczyźni
- David Kowah – waga lekkociężka (9. miejsce)

## Lekkoatletyka
Kobiety
- Eunice Barber – skok w dal (19. miejsce), siedmiobój lekkoatletyczny (5. miejsce)
- Melrose Mansaray – bieg na 400 metrów (odpadła w eliminacjach)
- sztafeta 4 × 100 metrów: Eunice Barber, Sia Kamanor, Sama Fornah, Melrose Mansaray (odpadła w eliminacjach)

Mężczyźni
- Sanusi Turay – bieg na 100 metrów (odpadł w eliminacjach)
- Pierre Lisk – bieg na 200 metrów (odpadł w eliminacjach)
- sztafeta 4 × 100 metrów: Pierre Lisk, Tom Ganda, Josephus Thomas, Sanusi Turay (odpadła w eliminacjach)
- sztafeta 4 × 400 metrów: Foday Sillah, Haroun Korjie, Frank Turay, Prince Amara (odpadła w eliminacjach)

## Pływanie
Mężczyźni
- Michael Collier – 50 metrów stylem dowolnym (63. miejsce)